# Craspedoneuron album
Craspedoneuron album là một loài dương xỉ trong họ Hymenophyllaceae. Loài này được Blume Bosch mô tả khoa học đầu tiên năm 1861.